# Legden
Legden település Németországban, azon belül Észak-Rajna-Vesztfália tartományban. Lakosainak száma 7614 fő (2023. december 31.). Legden Ahaus, Schöppingen, Heek, Stadtlohn és Rosendahl községekkel határos.

## Népesség
A település népességének változása:
| Lakosok száma | 5244 | 7254 | 7295 | 7314 | 7409 | 7564 | 7614 |
|               | 1975 | 2015 | 2017 | 2019 | 2021 | 2022 | 2023 |